# 華房拓郎
華房 拓郎（はなふさ たくろう、1961年3月28日 - ）は、教育者、武術家、イギリス骨董の収集家・研究家。高校教員、兵庫県生物学会会員、合気柔術拳法道宗家、アンティークギャラリー英国館館長。
父は作家の華房良輔。

## 概要
教育者としては、河合塾、滝川中学校・高等学校、交野市立中学校、神戸龍谷中学校・高等学校、柳学園蒼開中学校・高等学校教員。
啓林館・受験研究社等の高等学校生物教科書・問題集の編集者、兵庫県理科教育研究会役員[1]。兵庫県内で理科教員を対象とした研修の企画や講演を行っている。
武術家としては、合気道開祖の直弟子阿部醒石に師事、島根大学合気道部初代主将。阿部醒石とともに渡米し、スティーブン・セガールの合気道道場運営に協力した。公益財団法人合気会合気道師範[2]、兵庫県武道連盟照道館空手道師範[3]、合気柔術拳法道創始[4]。神戸市内で武道の普及に努める。
イギリス骨董の研究家としては、ダーウィンのすべての著作をはじめ、多くの希少本を所蔵、自らが運営するアンティークギャラリー英国館[5]にコレクションを展示している。神戸新聞[6]、ＦＭ神戸等のニュースで取り上げられ、テレビ東京「開運なんでも鑑定団」[7]に出演している。アインシュタインの著書などコレクションの一部が大阪市立科学館に貸し出され、展示された。

## 経歴
大阪生まれ。島根大学卒業。

## 著書・論文
- 『合気拳法入門』Amazon電子書籍
- 『ボルボックスの細胞数を計測しよう』兵庫県高等学校教育研究会紀要論文 2019
- 『外書を用いた多重効果的学習の実践とその効果』兵庫県私学連合会紀要論文・啓林館懸賞論文　受賞論文 2008

## 注
1. 兵庫県私立中学高等学校理科教育研究会https://hyosiri.blogspot.com/
2. 公益財団法人合気会令和3年鏡開き推薦昇段者一覧 kagamibiraki2021/pdf
3. 照道館空手とは http://www.mukoyama.sakura.ne.jp/syodokan.html
4. 合気拳法入門 www.amazon.co.jp
5. 【公式】アンティークギャラリー　英国館－イギリスの骨董・博物館－ https://foodplace.jp/antiquegallery/
6. 神戸新聞　　　　　　　　　　　　　　　　　　　　　　　　　　　　　　　　　　　　　　　　　　　　　　　　　　　　　　　　　　　　　　　　　　　　　　　　　　　　　　　　　　　　　　　　　https://www.kobe-ｎp.co.jp/news/kobe/202109/sp/0014666138.shtml
7. テレビ東京データベース重訂 解体新書｜開運！なんでも鑑定団｜テレビ東京                                              　　　　　　https://www.tv-tokyo.co.jp/kantei/smp/kaiun_db/otakara/20220614/03.html  
https://www.tv-tokyo.co.jp/kantei/smp/kaiun_db/otakara/20230509/06.html